# Траја
Траја (њем. Treia) општина је у њемачкој савезној држави Шлезвиг-Холштајн. Једно је од 134 општинска средишта округа Шлезвиг-Фленсбург. Према процјени из 2010. у општини је живјело 1.465 становника. Посједује регионалну шифру (AGS) 1059092.

## Географски и демографски подаци
Траја се налази у савезној држави Шлезвиг-Холштајн у округу Шлезвиг-Фленсбург. Општина се налази на надморској висини од 5 метара. Површина општине износи 21,7 km². У самом мјесту је, према процјени из 2010. године, живјело 1.465 становника. Просјечна густина становништва износи 67 становника/km².